# Phytocoris texanus
Phytocoris texanus är en insektsart som beskrevs av Knight 1961. Phytocoris texanus ingår i släktet Phytocoris och familjen ängsskinnbaggar. Inga underarter finns listade i Catalogue of Life.